# Les Guignols de l’info

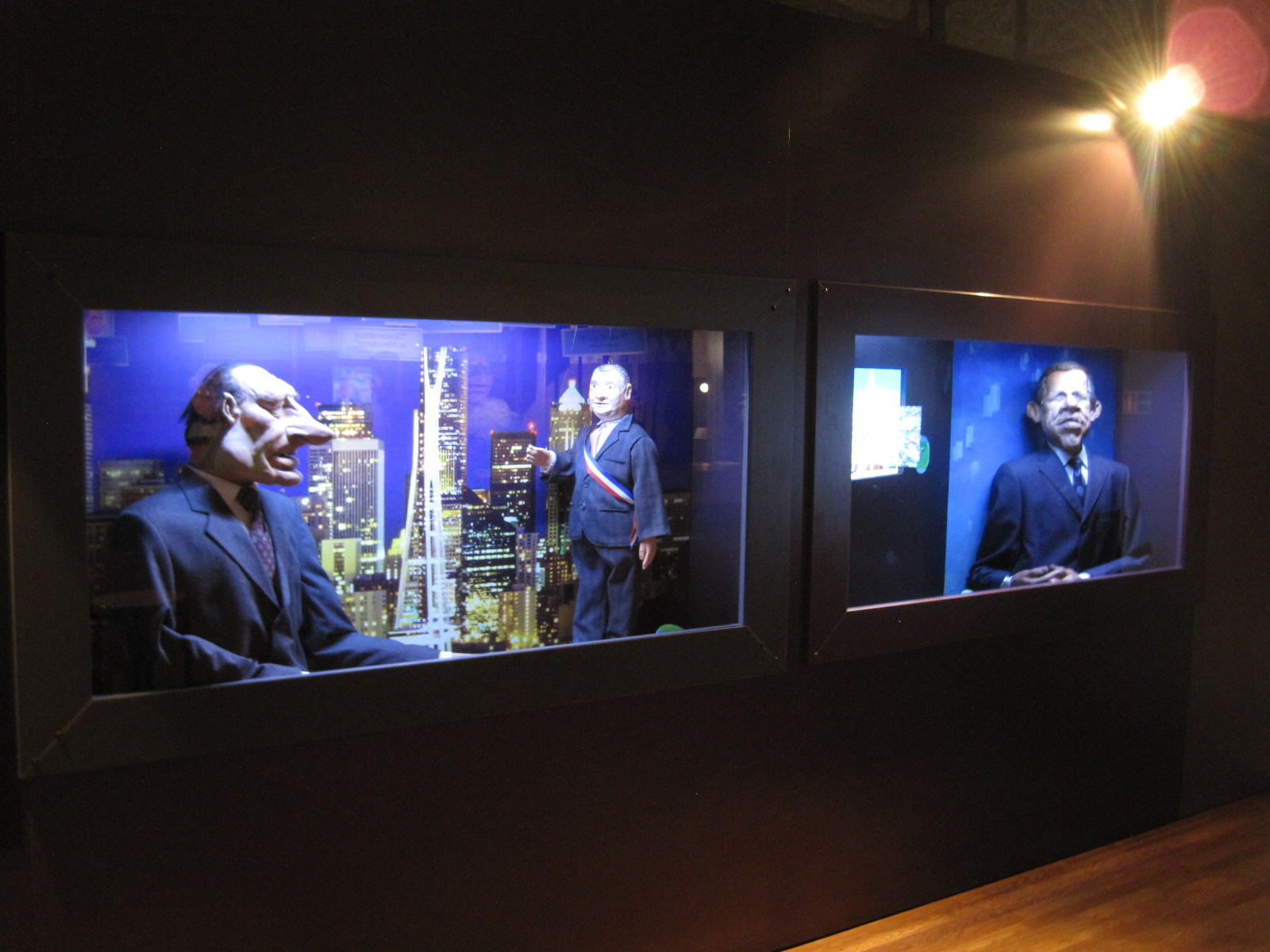
Puppen von Patrick Poivre d'Arvor und Jacques Chirac der Reihe Les Guignols

Les Guignols, ursprünglich Les Arènes de l'info und bis 2015 Les Guignols de l'info, war eine satirische Fernsehsendung des französischen Bezahlfernsehsenders Canal+, deren Darsteller ähnlich wie beim deutschen Pendant Hurra Deutschland Gummipuppen waren.
Die Sendung, die 1988 von Alain de Greef ins Leben gerufen wurde und 2018 beendet wurde, karikierte die Welt der Politik, der Massenmedien, der Prominenten und allgemein das tagesaktuelle Geschehen.

## Veröffentlichungen

### Video
- Vol. 1 : Les Guignols de l'info, 1991
- Vol. 2 : Tout à fait Thierry !, 1992
- Vol. 3 : Le Monsieur te demande, 1993
- Vol. 4 : Si c'est ça, je m'en vais !, 1993
- Vol. 5 : Putain, deux ans !, 1994
- Vol. 6 : La combine à Nanard, 1994
- Vol. 7 : Pas de polémique !, 1995
- Vol. 8 : J'ai niqué couille molle !, 1995
- Présidentielles 1995, 1995
- Vol. 9 : Du cul, du cul, du cul, 1996
- Vol. 10 : Les voleurs de patates, 1997
- Vol.11 : J'y arrive pas, 1998
- Vol.12 : Putain, mais quel con !, 1998
- L'année des Guignols 1997/1998: Y'a paaas de méthode !, 1998
- L'année des Guignols 1998/1999: On m'aurait menti ?!!, 1999
- La fiction, 1999
- L'Exclusive des 10 ans des Guignols, 1999
- L'année des Guignols 1999/2000: Ras le bol les Guignols !, 2000
- L'année des Guignols 2000/2001: Je peux dire une connerie ?, 2001
- L'année des Guignols 2001/2002: Une ispice di counasse d'année !!, 2002
- Conversation 2, 2002
- L'année des Guignols 2002/2003: Pardon aux familles… tout ça !, 2003
- Putain 15 ans !, 2003
- L'année des Guignols 2003/2004: Un Jean-Pierre, ça peut tout faire, 2004
- L'année des Guignols 2004/2005: Goodbye Louis XVI !, 2005
- L'année des Guignols 2005/2006: Qu'est-ce t'as, t'es pas content ?, 2006
- L'année des Guignols 2006/2007: Pot de départ, 2007
- L'année des Guignols 2007/2008: La France d'après, 2008
- Putain 20 ans !, 2009
- L'année des Guignols 2008/2009: Une année de beaux gosses, 2009
- Années 1990, 2010
- Années 2000, 2010
- L'année des Guignols 2009/2010: Et il est où Hervé Miaou ?!, 2010
- L'année des Guignols 2010/2011: La sextape des Guignols, 2011
- Une année normale des Guignols 2011/2012: Nous, Président de la République, 2012
- 2012/2013: Une année Zlatanée, 2013
- 2013/2014: La gnééé des Guignols, 2014

### Bücher
- L'agenda secret de Jacques Chirac, 1993
- Présidentielles 95 – L'enveloppe électorale, 1995
- Le Pouvoir des Guignols, 1998
- Putain de Guignols !, 2005